# María Laura Aladro
María Laura Aladro (17. siječnja 1983.) je argentinska hokejašica na travi. Igra na mjestu vratarke.
S argentinskom izabranom vrstom je sudjelovala na više međunarodnih natjecanja.
Igra za klub River Plate (stanje od srpnja 2009.).

## Sudjelovanja na velikim natjecanjima
- Trofej prvakinja 2005. (4. mjesto)
- Južnoameričke igre u Buenos Airesu 2006., zlato
- Panamerički kup 2009.
- Trofej prvakinja 2009.

## Vanjske poveznice
- Hockey Argentina María Laura Aladro